# Léna Lazare
Pour les articles homonymes, voir Lazare (homonymie).
Léna Lazare, née le 20 avril 1998 à Calais, est une activiste écologiste française, dont l'action s'inscrit dans la mouvance de désobéissance civile face à l'urgence climatique.

## Biographie
Léna Lazare naît en avril 1998 à Calais. Son père est directeur d'un cinéma indépendant et sa mère travaille dans la communication cinématographique. Dans son enfance, sa famille déménage fréquemment dans différents villages.
Sa prise de conscience sur les questions climatiques débute en 2011, lors de l'accident nucléaire de Fukushima. Elle a alors 13 ans et étudie au collège. Sa famille ayant des amis japonais très proches et elle-même apprenant la langue, elle est très touchée par cette catastrophe,. À l'âge de quinze ans, elle prend conscience de l'urgence climatique. Convaincue d'un manque d'action politique en la matière, elle co-fonde à Paris le mouvement Désobéissance écolo en 2018. C'est le début de son engagement dans la désobéissance civile écologiste. Constater la victoire de la ZAD de Notre-Dame-des-Landes lui fait prendre conscience que manifester ne suffit pas, elle crée alors le mouvement Désobéissance Écolo Paris qui réfléchit à des actions stratégiques de rupture, et commence par taguer des banques, puis aboutit à discuter d'actions de désobéissance civile de plus grande ampleur. Des manifestations pacifistes de jeunes éclosent un peu partout dans le monde cette même année pour signifier leur refus de laisser une planète morte après leur passage. L'année suivante, elle fait partie des jeunes  qui lancent les grèves pour le climat à Paris et en France au sein du collectif Youth For Climate France.
Elle lie la lutte pour la justice climatique au combat féministe, estimant que l'écologie politique doit lutter aussi contre les inégalités sociales et de genre. Elle est présentée dans de nombreux médias comme l'une des porte-parole de Youth for Climate, mouvement initié par Greta Thunberg, bien que cette fonction n'existe pas dans ce mouvement largement horizontal. Elle participe à la marche pour le climat du 20 mars 2021.
Léna Lazare étudie les mathématiques et la physique à Sorbonne-Université et milite au sein de la LUPA (Les Universitaires Planteurs d'Alternatives). En 2020, constatant que « ça ne bouge pas assez vite », elle quitte l'université pour suivre une formation de responsable d’exploitation agricole, spécialisée en agroécologie, à l'école du Breuil. Après avoir considéré que le mouvement pour le climat n'y était pas prêt, elle appelle à mener des actions de désobéissance civile et de sabotage matériel.
Durant la pandémie, en voyage au Japon, elle ne peut revenir en France durant 6 mois. À peine revenue, elle tombe sur le livre How to Blow Up a Pipeline de l'activiste et journaliste suédois Andreas Malm qui affirme qu'il faut considérer la possibilité de pratiquer davantage des actions de sabotage des infrastructures destructrices de l'environnement. Bien qu'en désaccord avec les idées politiques de léninisme écologique qu'il développe, ce livre a un impact important sur elle.
Durant le printemps 2023, elle participe à l'opposition aux méga-bassines à Cram-Chaban, Épannes, et Sainte-Soline, qui inspire des mouvements similaire dans l'ouest de la France, expliquant que cela contribue à augmenter le coût de ces méga-bassines par le besoin de gardiennage et l'installation de détecteurs de mouvements. En mars 2023, elle aide à l'organisation d'une seconde manifestation à Sainte-Soline, où elle indique avoir aidé à localiser les blessés derrière l'affrontement.
Depuis 2021, elle est membre des Soulèvements de la Terre, collectif créé en janvier 2021 à Notre-Dame-des-Landes, qui s'oppose entre autres au projet de méga-bassines de Sainte-Soline. Elle en devient porte-parole alors que le mouvement est dissout par le gouvernement, décision annulée par le Conseil d'État en novembre 2023, après plusieurs années d'apparition comme le nouveau visage de l'éco-activisme radical dans les médias. À travers ses prises de position médiatiques, elle dénonce le capitalisme et le productivisme.
En novembre 2023, elle comparaît avec Basile Duterte, un autre porte-parole des Soulèvements de la Terre, devant le tribunal de Paris pour avoir refusé de participer à une enquête parlementaire sur la manifestation qui s'est déroulée à Sainte-Soline en 2023. Si elle reconnaît que certains sabotages nocturnes anonymes sont nécessaires au sein du mouvement écologiste, elle affirme que les Soulèvements de la Terre assument leur action en pleine journée, collectivement et dans la joie et la musique. Le parquet requiert deux mois de prison avec sursis, et 1 500 euros d'amende à l’encontre de Léna Lazare,, ainsi qu'une privation de ses droits civiques durant un an. Le 17 janvier 2025, le tribunal judiciaire de Paris la relaxe, au motif que sa convocation par la commission parlementaire pouvant violer son droit au silence, il devenait légitime pour Léna Lazare de la refuser,. 
En 2024, elle entreprend un projet d'installation agricole à Flers, dans l'Orne, reprenant une ferme de 60 hectares pour y pratiquer la culture des légumineuses et des céréales. 

## Notoriété
Elle fait partie du « palmarès des jeunes de moins de 30 ans » qui ont marqué l'année de Vanity Fair France en 2022. Fin 2023, elle est présentée comme l'une des « 100 personnalités qui peuvent sauver 2024 » par le magazine Technikart.

## Publication
- Basculons ! Dans un monde vi(v)able: Cahier militant, livre collectif paru aux éditions Actes Sud, publié le 13 avril 2022  (ISBN 9782330163631)
- On ne dissout pas un soulèvement. 40 voix pour les Soulèvements de la Terre, livre collectif paru aux Éditions du Seuil, collection Anthropocène, publié le 9 juillet 2023  (ISBN 2021547264)
- Les Utopiennes - Bienvenue en 2044, livre collectif aux éditions La Mer Salée, publié le 18 octobre 2024  (ISBN 9791092636604)

## Vidéographie
- En 2021, elle apparaît dans le documentaire Génération Brut : Natures, produit par le média Brut et réalisé par Anouk Burel.
- En 2022, elle apparaît dans le documentaire Sœurs de combat (aux côtés de Anuna De Wever, Adélaïde Charlier, Luisa Neubauer, Leah Namugerwa, Mitzi Jonelle Tan), un film sur l’engagement des jeunes en faveur du climat réalisé par Henri De Gerlache.
- En 2023, elle apparaît dans le documentaire Qui sont(vraiment) les Soulèvements de la Terre?[16], réalisé par Antonin Blanc pour le média Konbini

### Presse
- Quentin Girard, « Léna Lazare, elle est déterre », Libération,‎ 22 juin 2023 (lire en ligne, consulté le 22 juin 2023).
- Audrey Garric, « Léna Lazare, 23 ans, nouveau visage de l’écologie radicale », Le Monde,‎ 7 juin 2021 (lire en ligne, consulté le 22 juin 2023).